# Valverde (Santa Cruz de Tenerife)
Valverde település a Kanári-szigetek El Hierro szigetén Spanyolországban, Santa Cruz de Tenerife tartományban. Valverde La Frontera és El Pinar de El Hierro községekkel határos. Lakosainak száma 5268 fő (2024).

## Népesség
A település népessége az elmúlt években az alábbi módon változott:
| Lakosok száma | 4332 | 4840 | 4914 | 4995 | 5075 | 4973 | 4920 | 5005 | 5123 | 5268 |
|               | 2001 | 2004 | 2007 | 2009 | 2012 | 2014 | 2017 | 2019 | 2022 | 2024 |